# Рейдер
Рейдер (на английски: raider) са вид големи надводни военни кораби, спомагателни крайцери, или преоборудвани по специален начин търговски съдове, които самостоятелно или в съпровождение (не от ескадра) по време на война нарушават вражеските комуникации, потопявайки транспортни и търговски кораби на противника.

## История
Началото на използването на единични кораби за рейдерски действия започва през 16 век; до началото на 20 век за такива операции се използва термина „крайцерство“, а съдовете, които го упражняват съответно се наричали „крайцери“. Крайцерството се развива след подписването на Парижката конвенция от 1856 г., която забранява каперството (също познато като корсарство, приватирство) и оповестява монопола на държавните военни флоти върху пленяването на неприятелските търговски съдове и военната контрабанда на неутралните страни. Крайцерите имат правата на награди сходни с каперството, като на крайцерите се позволява да подпалват и потопяват вражеските кораби, което е забранено на каперите. За разлика от тях обаче, крайцерите следва да вземат пряко участие в бойните действия иначе би могло да се обвинят в каперство.
В края на 19 век, след усложняване на отношенията между Русия и Англия, Русия усилено се готви за крайцерска война. За тази цел, през 1878 г. е създаден и т.н. „Доброволен флот“, който изпълнява търговски функции, но с екипажи от военни моряци; в случай на война, неговите съдове могат веднага да бъдат въоръжени и преоборудвани на крайцерски кораби. За тази цел се предполагало използването на Балтийската крайцерска митническа флотилия, която в мирно време се занимава с пресичане на контрабандата.
Осем рейдера на руския флот действат в периода 1904 – 1905 г. на японските морски комуникации. По време на Първата световна война в състава на германския флот влизат 12 спомагателни крайцера, предназначени за рейдерски операции.
По време на Втората световна война се използват от Германия. Ловът на рейдерите отнема много сили, но понякога е успешен. Така например, един от най-известните рейдери е „Адмирал граф Шпее“, „джобен“ линкор, който оперира заедно със снабдителния танкер „Алтмарк“. От двойката са пленени или потопени британските кораби „Клемент“ (30 септември 1939), „Нютон Бич“ (7 октомври), „Хънтсмен“ (10 октомври), „Тривениен“ (22 октомври), „Африка Шел“ (14 ноември), „Дорик Стар“ (2 декември), „Тайроа“ (3 декември), „Стреоншел“ (7 декември). На 13 декември той е прихванат от британските военни кораби, които го търсят, което води до битката при Ла Плата. Английските кораби (леките крайцери „Аякс“ и „Ахилес“ и тежкия крайцер „Ексетър“) успяват да повредят рейдера, макар и той да им нанася по-тежки повреди. Това кара командира на кораба да го насочи към Монтевидео. Грешката на неговите офицери, които биват заблудени, че пред Монтевидео ги чака английският кораб „Ринаун“, кара командването в Германия да даде заповед за потопяване на кораба.
Най-успешния немски рейдер и най-ефективния немски надводен кораб през Втората световна война е спомагателния крайцер „Атлантис“, действал в Индийския и Тихия океан, в района на Австралия и Нова Зеландия.
В съвременните условия използването на рейдери във войните се счита за малко вероятно, поради наличието на средства за наблюдения (спътници, безпилотни разузнавачи), авиация и ракетно оръжие, които биха позволили бързото им откриване и унищожаване.